# Gemeente
Gemeente es la denominación de la entidad subnacional menor en Bélgica Flamenca (la Región Flamenca y la bilingüe Región de Bruselas-Capital) y en los Países Bajos, que equivale a la comuna o municipio. 